# Alaothyris elongissimus
Alaothyris elongissimus là một loài tò vò trong họ Ichneumonidae.